# Prins Christian av Hannover

Prins Christian på sitt bröllop

Prins Christian av Hannover (Christian Heinrich Clemens Paul Frank Peter Welf Wilhelm-Ernst Friedrich Franz), prins av Storbritannien och Irland, hertig av Braunschweig-Lüneburg, född den 1 juni 1985 i Hildesheim i delstaten Niedersachsen i Tyskland. Christian är den näst äldste sonen till Ernst August av Hannover och Chantal Hochuli. Christian härstammar på svärdssidan från kung Georg III av Storbritannien, dennes sonsons sonsons sonsons son.
Christian har en äldre bror Ernst August och en halvsyster Alexandra. Han finns med i successionsförteckningen av arvtagare till den brittiska tronen och är den andre i successionsföljd till tronen i kungariket Hannover, för det fall att Hannover skulle återinföra monarkin med samma kungaätt och tronföljdsordning som tidigare.
Christian döptes den 14 juli 1985 vid Schloss Marienburg. Hans gudföräldrar är prins Heinrik av Hannover, prins Clemens av Croy, Paul Schenker, Frank Hochuli, greve Peter Seilern, prins Welf Henry av Hannover, baron Wilhelm Ernst von Cramm och Friedrik Franz, arvstorhertig av Mecklenburg-Schwerin.

## Titlar, sköldar och vapen

### Titlar
- 1 juni 1985 – nu: Hans Kungliga Höghet Prins Christian av Hannover, Prins av Storbritannien och Irland, Hertig av Braunschweig-Lüneburg